# Les Royaumes perdus II
 (janvier 2016).
Si vous disposez d'ouvrages ou d'articles de référence ou si vous connaissez des sites web de qualité traitant du thème abordé ici, merci de compléter l'article en donnant les références utiles à sa vérifiabilité et en les liant à la section « Notes et références ».
Les Royaumes perdus II (Lost Kingdoms II, Rune II ; ルーン, Tsu au Japon) est un jeu de rôle en vidéo développé par FromSoftware et publié par Activision en Amérique du Nord et en Europe. Il fait suite au jeu Les Royaumes perdus.
Les Royaumes perdus II propose un gameplay mêlant cartes et action-RPG. Les batailles y sont menées en temps réel.

## Scénario
Des siècles après les événements du premier volet des Royaumes Perdus, Katia de Argwyll est maintenant dans les mémoires comme une reine légendaire. L'héroïne de cette histoire est maintenant Tara Grimface, membre de la bande du Scorpion, une guilde de voleurs. La jeune femme tente de trouver son chemin dans un monde dangereux où même ses alliés la craignent, parce qu'elle possède une Pierre Runique qui lui permet d'utiliser de puissantes cartes magiques mais ils respectent également car elle leur est utile pour leurs opérations mais aussi lors de batailles. Impliquée dans les événements qui finiront par façonner les terres autour d'elle, elle devra faire face à un passé qui ressurgît progressivement et l'aidera à mieux découvrir qui elle est vraiment.

## Système de jeu
Dans Les Royaumes Perdus II, le système de combat change. Les ennemis apparaissent directement sur le terrain lors de l'exploration et on peut refaire les niveaux après qu'ils ont été achevés. Il y a un certain nombre de nouvelles cartes même si la plupart datent du premier volet. Un grand nombre de ces dernières voient leurs effets remaniés de diverses manières. Il y a deux changements notables dans les effets de cartes :
- invocation : le joueur peut dorénavant choisir entre les deux capacités;
- transformation : le joueur prend l'apparence de la créature et peut alors sauter/voler/se dissimuler sous terre et attaquer.

Il est également possible de payer le double du coût d'un monstre afin qu'il bénéficie d'un bonus. Certaines combinaisons de cartes peuvent être combinés en un seul effet, généralement très puissant.
Aux cinq éléments originaux (Feu - Eau - Bois - Terre - Neutre) vient se rajouter un nouvel élément, la Mécanique. Il est semblable à l'élément Neutre car il n'a aucune faiblesse, cependant contrairement à ce dernier il ne possède pas de point fort mais une résistance globale accrue. L'antagoniste principal du jeu est un utilisateur et le créateur de l'élément Mécanique.
Il y a un total de 226 cartes.